# Embalse de Cazalegas
El embalse de Cazalegas es un embalse situado en los términos municipales de Cazalegas, San Román de los Montes, Castillo de Bayuela y Cardiel de los Montes, en el norte de Castilla-La Mancha, en España. Recoge las aguas del río Alberche, afluente del río Tajo. Se puede acceder al embalse por la carretera TO-1261.

## Características
El embalse de Cazalegas fue construido en el año 1949, tiene una capacidad de 7 hm³ y una superficie de 150 hectáreas. La presa es de gravedad y la gestión del embalse de Cazalegas pertenece a la Confederación Hidrográfica del Tajo. Una de sus funciones que tiene este embalse es derivar agua al Canal Bajo del Alberche, que riega todo su trayecto desde el embalse de Cazalegas, hasta su desembocadura en el río Tajo, en la localidad de Calera y Chozas (Toledo)

## Construcción
En la construcción del embalse y presa de Cazalegas, y Canal Bajo del Alberche se utilizó como mano de obra forzada a los prisioneros republicanos de la Guerra Civil Española.
El embalse se construyó especialmente para evitar las inundaciones del Río Alberche a las localidades cercanas y trasladar parte del agua del embalse al Canal Bajo del Alberche. El embalse de Cazalegas fue inaugurado en 1949, junto al Canal Bajo del Alberche, por el general Francisco Franco.

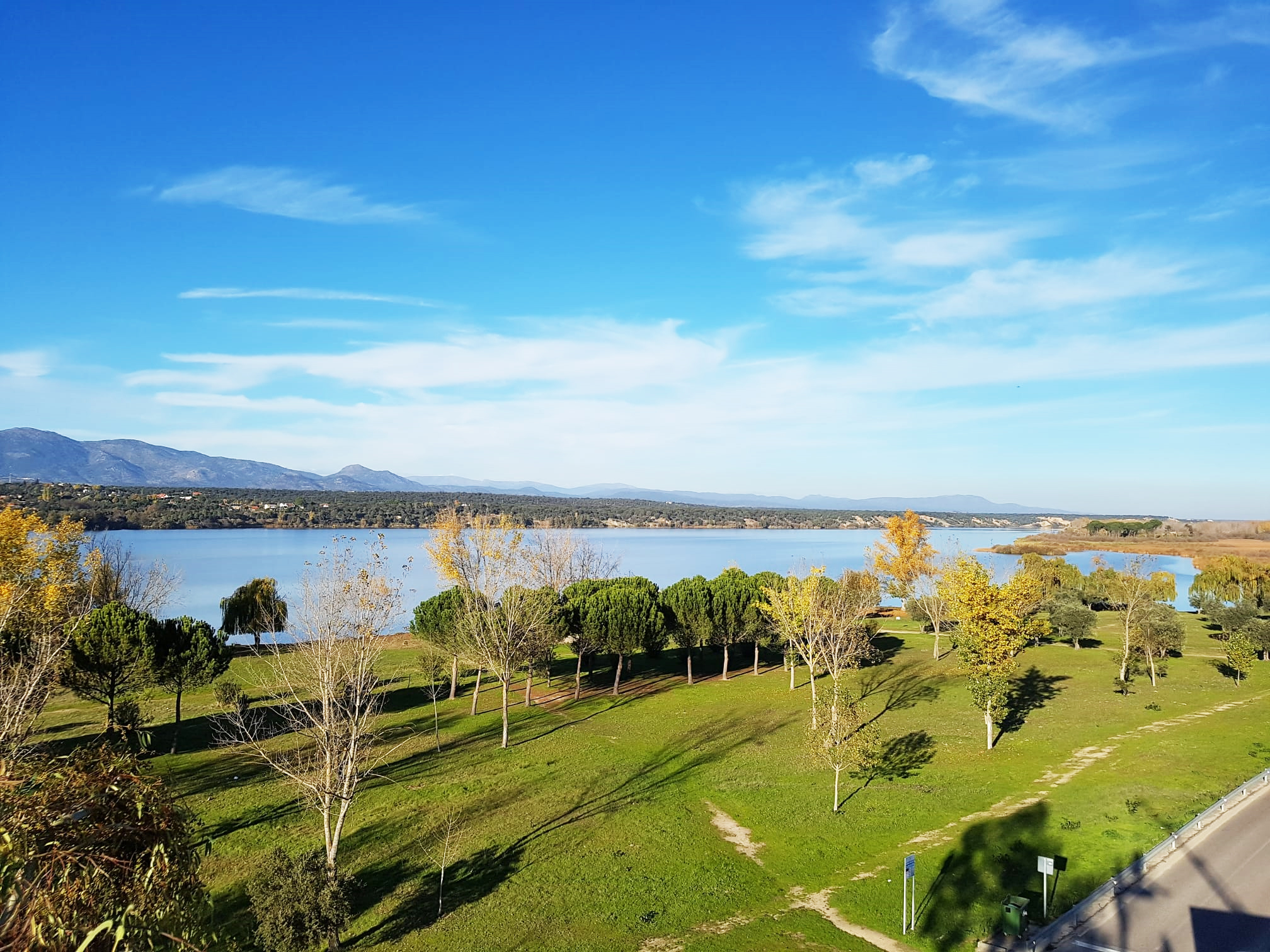
Vista del embalse

## Uso
El embalse de Cazalegas se utiliza para el abastecimiento de agua, así como el riego a las huertas de las localidades cercanas, a través del Canal Bajo del Alberche. También se utiliza para los deportes náuticos, donde se practica wakesurf y en ocasiones ski acuático. En el embalse de Cazalegas está permitido el baño. En sus cercanías se encuentran restaurantes, urbanizaciones y cámpines.
En cuestión de pesca, hay carpa común, carpa royal, barbo, boga, black bass (los basses son poco accesibles).
El embalse de Cazalegas es una de las zonas más visitadas del río Alberche y más importante de este afluente del Tajo. Se encuentra cerca de la Sierra de San Vicente y de la desembocadura del río Alberche en el río Tajo.